# جوزيف-فرديناند دانيال
جوزيف-فرديناند دانيال هو سياسي كندي، ولد في 4 نوفمبر 1869 في سان إسبري ‏ في كندا، وتوفي في 1 أغسطس 1940 في مونتريال في كندا. نشط حزبياً في حزب كيبيك الليبرالي. وقد انتخب عضو الجمعية الوطنية في كيبك ‏.